# Jean Antagnac
Jean Antagnac né le 9 octobre 1931 à Narbonne et mort 2 décembre 2007 à Narbonne est un député français de la circonscription de l'Aude qui est avocat et membre du PSRG. 

## Mandat
Mandat de députation : 28/06/1974 - 02/04/1978 : Aude - Parti socialiste et radicaux de gauche